# ベルナール・スティグレール
ベルナール・スティグレール（Bernard Stiegler, 1952年4月1日 - 2020年8月6日）は、フランスの哲学者。

## 人物
デリダとシモンドンの強い影響を受けた哲学者で、哲学と技術の関係、社会と技術の関係を中心に著述がある。大著『技術と時間』はハイデガーの技術論と時間論に影響を受け、書かれている。『技術と時間』では、人間の生み出した技術が作り出した時間と、その時間に支配される人間などを扱っている
フランスエソンヌ県ヴィルボン＝シュル＝イヴェットにてテレビ技術者の父、銀行員の母のもとに生まれ、パリ北部のサルセルで育つ。1968年の5月革命参加のため学校を中退、フランス共産党 (PCF) の党員となり、フランス映画自由学院（fr:Conservatoire libre du cinéma français）に一時通ったが、コンピュータープログラミングのインターンを経て1973年より農家、ウェイターとして働いた。1976年にPCF書記長ジョルジュ・マルシェのスターリン主義路線に抗議して離党。
トゥールーズでジャズ喫茶を開業し、常連客にトゥールーズ第二大学（現・トゥールーズ・ジャン・ジョレス大学）の哲学教授ジェラール・グラネル（fr:Gérard Granel）がいたことから哲学に興味を持ちはじめる。
店の経営に失敗し、当座貸越を返済のために銀行強盗を繰り返し、4度目に逮捕されて懲役8年の判決を受け、1978年から5年間服役した。獄中では、グラネルの支援で第二大学の通信講座に登録し、服役期間のほとんどを哲学書を読むことに費やし、なかでもジャック・デリダの『グラマトロジーについて』に感銘を受け、デリダに手紙を書き、服役中の1982年に初対面。出所後にデリダの指導のもと哲学者としての活動を始めた。
デリダが共同設立した国際哲学コレージュに1984年に職を得、博士号取得のため社会科学高等研究院でデリダの指導を受けた。1994年に学位論文「技術と時間: エピメテウスの過失」を発表して注目を集め、1996年にフランス国立視聴覚研究所の副所長に就任（1999年まで）。
2002年から2005年末までIRCAMの所長を務めるなど、技術と芸術、コミュニケーション、メディアといった方面も研究している。2006年よりポンピドゥーセンター芸術監督。同センター内にリサーチ&イノベーション研究所（IRI　fr:Institut de recherche et d'innovation）を設立。
2020年8月6日、自死により逝去。ポール・ジョリオン（fr:Paul Jorion）によると、スティグレールは大病を患い、再び症状が出た場合は命にかかわることを知っていたという。3人目の妻（弁護士）と4人の子がおり、一人は哲学者のバーバラ・スティグレール（fr:Barbara Stiegler）。

## 主要著作
- La Technique et le temps: Tome 1. La faute d'Epiméthée (1994)
  - 『技術と時間　I　──エピメテウスの過失』(2009／邦訳 法政大学出版局)
- La Technique et le temps: Tome 2. La désorientation (1996)
  - 『技術と時間　II　──見失うこと』(2010／邦訳 法政大学出版局)
- Echographies de la télévision : Entretiens filmés (avec Jacques Derrida)  (1996)
  - 『テレビのエコーグラフィー　──デリダ〈哲学〉を語る』（デリダとの共著 :2005/邦訳 NTT出版）
- La Technique et le temps: Tome 3. Le temps du cinéma et la question du mal-être (2001)
  - 『技術と時間　III　──映画の時間と<難-存在>の問題』(2013／邦訳 法政大学出版局)
- Passer à l'acte  (2003)
  - 『現勢化──哲学という使命』(2007／邦訳新評論)
- Aimer, s'aimer, nous aimer : Du 11 septembre au 21 avril　(2003)
  - 『愛するということ──「自分」を、そして「われわれ」を』(2007／邦訳 新評論)
- De la misère symbolique: Tome 1. L'époque hyperindustrielle (2004)
  - 『象徴の貧困　I　──ハイパーインダストリアル時代』(2006／邦訳 新評論)
- Philosopher par accident : Entretiens avec Elie During (2004)
  - 『偶然から哲学をする』（未邦訳）
- Mécréance et Discrédit: Tome 1. La décadence des démocraties industrielles (2004)
- Révolutions industrielles de la musique. Cahiers de médiologie n°18 (2004)
- De la misère symbolique: Tome 2. La Catastrophè du sensible (2005)
  - 『象徴の貧困　II　──一般的感覚器官の組織学のための基礎』（未邦訳）
- Constituer l'Europe: Tome 1. Dans un monde sans vergogne(2005)
- Constituer l'Europe: Tome 2. Le motif européen (2005)
- Mécréance et Discrédit: Tome 2. Les sociétés incontrolables d'individus désaffectés (2006)
- Mécréance et Discrédit: Tome 3. L'esprit perdu du capitalisme (2006)
- Pour une nouvelle critique de l'économie politique (2009)

## 評伝
- 李舜志『ベルナール・スティグレールの哲学 人新世の技術論』 法政大学出版局  2024年